# Meublatex
Meublatex (arabe : موبلاتكس) est un groupe industriel tunisien spécialisé dans la fabrication et la commercialisation de meubles. Il est détenu par la famille Mhiri.

## Histoire

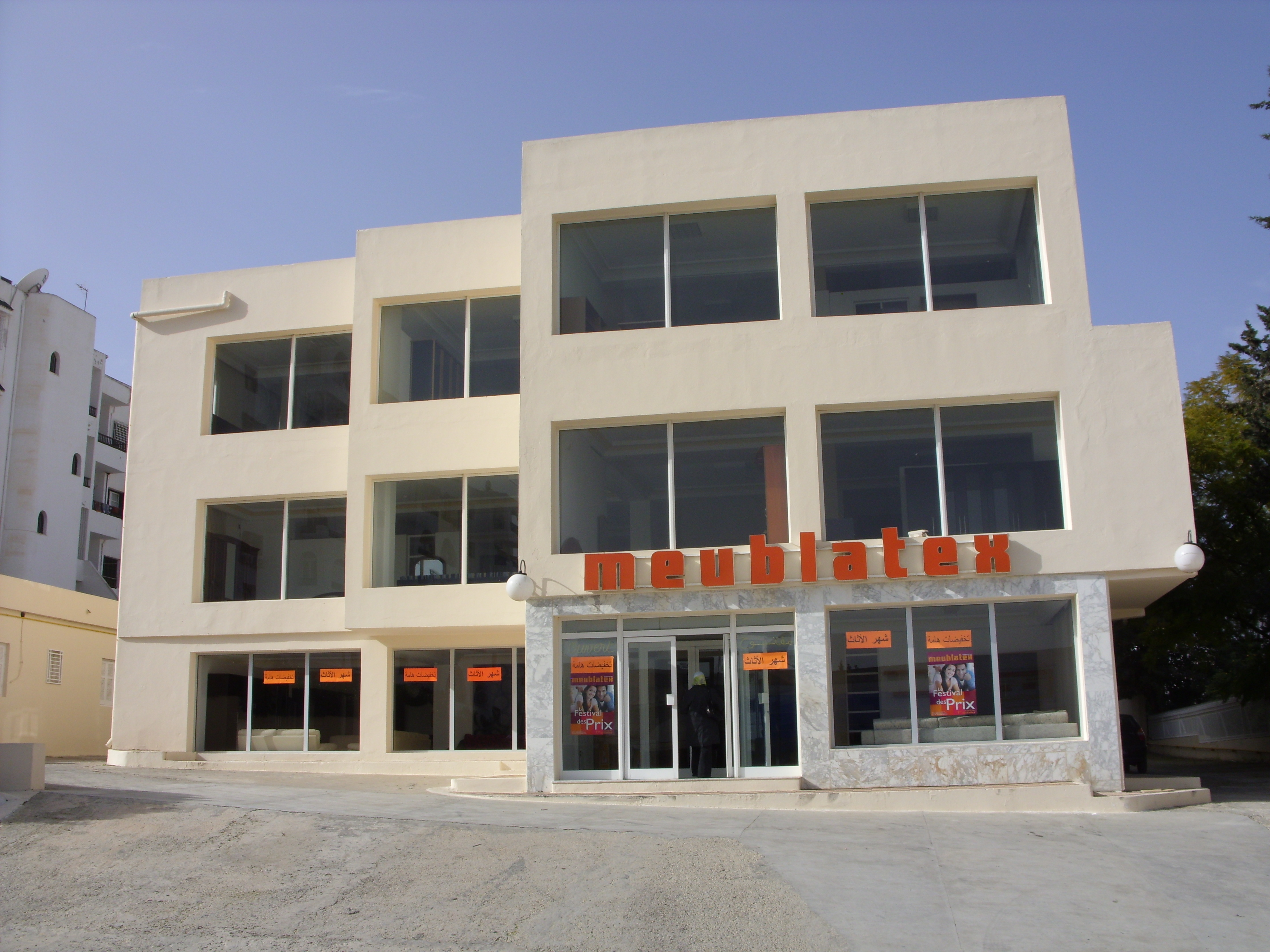
Succursale de Meublatex à El Manar.

Fondée le 10 juin 1972 sous le nom de Mesmeubles, l'entreprise basée à Hammam Sousse devient Meublatex en 1976 et se développe à partir de 1980 en multipliant les sociétés spécialisées dans le meuble et en développant un réseau de distribution couvrant une bonne partie du territoire. En 1992, la société Meublatex est scindée en deux sociétés : une société commerciale (Meublatex) et une société industrielle (Meublatex Industries).
À partir de 1985, Meublatex lance un pôle touristique, avec la chaîne hôtelière El Mouradi, puis un pôle textile dans les années 1990.